# Élections générales espagnoles d'avril 2019 en Catalogne
Les élections générales espagnoles d'avril 2019 (en espagnol : Elecciones generales de España de abril de 2019) se tiennent le dimanche 28 avril 2019 afin d'élire les 350 députés et 208 des 266 sénateurs de la XIIIe législature des Cortes Generales. 48 députés sont élus en Catalogne (un député de plus que lors du dernier scrutin).

## Candidatures

### Congrès des députés
14 listes sont présentes dans la province de Barcelone, 13 dans celle de Gérone, 13 dans celle de Lleida et 15 dans celle de Tarragone.
| Formation | Formation | Idéologie                                   | B | G | L | T | Chef(s) de file                                                          | Résultats en 2016 |
| --------- | --- | ------------------------------------------- | - | - | - | - | ------------------------------------------------------------------------ | ----------------- |
|           | Parti des socialistes de Catalogne (PSC-PSOE) | Centre gauche                               | X | X | X | X | Meritxell Batet (Barcelone)                                              | 16,10 % 7 sièges  |
|           | Parti animaliste contre la maltraitance animale (PACMA) |                                             | X | X | X | X | Nacho Pascual (Barcelone)                                                | /                 |
|           | Gauche républicaine de Catalogne - Souverainistes (ERC-Sobiranistes) - Coalition composée de Gauche républicaine de Catalogne et Sobiranistes                   | Indépendantisme Catalanisme Centre gauche   | X | X | X | X | Oriol Junqueras (Barcelone) Gabriel Rufián (Barcelone)                   | 18,18 % 9 sièges  |
|           | Ciudadanos-Parti de la Citoyenneté (Cs) | Droite libérale Nationalisme espagnol       | X | X | X | X | Inés Arrimadas (Barcelone)                                               | 10,94 % 5 sièges  |
|           | Parti populaire (PP) | Droite Nationalisme espagnol                | X | X | X | X | Cayetana Álvarez de Toledo (Barcelone)                                   | 13,36 % 6 sièges  |
|           | Partit comunista dels treballadors de Catalunya (PCTC) |                                             | X |   |   | X | Eric Miguel Rodríguez (Barcelone)                                        | /                 |
|           | Front Republicà - Coalition composée de Poble Lliure, Som Alternativa et Parti pirate de Catalogne                                                              | Indépendantisme Gauche radicale Catalanisme | X | X | X | X | Albano Dante Fachin (Barcelone)                                          | /                 |
|           | Izquierda en Positivo (IZQP) |                                             | X | X | X | X | Rafael Jiménez (Barcelone)                                               | /                 |
|           | Partit Comunista del Poble de Catalunya (PCPC) |                                             | X | X | X | X | Enric Lloret (Barcelone)                                                 | /                 |
|           | Junts per Catalunya (JxCAT) | Indépendantisme Catalanisme Centre          | X | X | X | X | Jordi Sànchez (Barcelone) Laura Borràs (Barcelone) Jordi Turull (Gérone) | 13,90 % 8 sièges  |
|           | En Comú Podem-Guanyem el Canvi (ECP) - Coalition composée de Initiative pour la Catalogne Verts, Gauche unie et alternative, Podem, Equo et Barcelone en commun | Gauche radicale Catalanisme                 | X | X | X | X | Jaume Asens (Barcelone)                                                  | 24,53 % 12 sièges |
|           | Convergents (CNV) |                                             | X | X |   | X | Sílvia Requena (Barcelone)                                               | /                 |
|           | Recortes Cero-Grupo Verde |                                             | X | X | X | X | Pascuala Gómez (Barcelone)                                               | /                 |
|           | Vox | Extrême droite Nationalisme espagnol        | X | X | X | X | Ignacio Garriga (Barcelone)                                              | /                 |
|           | Per un Món més Just (PUM+J) |                                             |   |   | X | X | Angela Sánchez (Lleida)                                                  | /                 |

### Sénat
14 listes sont présentes dans la province de Barcelone, 14 dans celle de Gérone, 13 dans celle de Lleida et 13 dans celle de Tarragone.
| Formation | Formation                                                            | B | G | L | T | Tête de liste à Barcelone             | Résultats en 2016 |
| --------- | -------------------------------------------------------------------- | - | - | - | - | ------------------------------------- | ----------------- |
|           | Parti des socialistes de Catalogne (PSC-PSOE)                        | X | X | X | X | Manuel Cruz (Barcelone)               |                   |
|           | Parti animaliste contre la maltraitance animale (PACMA)              | X | X | X | X | Alejandro Cuesta (Barcelone)          | /                 |
|           | Gauche républicaine de Catalogne - Souverainistes (ERC-Sobiranistes) | X | X | X | X | Raül Romeva (Barcelone)               | 10 sièges         |
|           | Ciudadanos-Parti de la Citoyenneté (Cs)                              | X | X | X | X | Martín Eusebio Barra (ca) (Barcelone) | /                 |
|           | Parti populaire (PP)                                                 | X | X | X | X | Manuel Buenaño (Barcelone)            | /                 |
|           | Partit comunista dels treballadors de Catalunya (PCTC)               | X |   |   |   | Ferran Peris (Barcelone)              | /                 |
|           | Front Republicà                                                      | X | X | X |   | Pau Font (Barcelone)                  | /                 |
|           | Izquierda en Positivo (IZQP)                                         | X | X | X | X | Miguel Candel (Barcelone)             | /                 |
|           | Partit Comunista del Poble de Catalunya (PCPC)                       | X | X | X | X | Quim Boix (Barcelone)                 | /                 |
|           | Junts per Catalunya (JxCAT)                                          | X | X | X | X | Lluís Puig (Barcelone)                | 2 sièges          |
|           | En Comú Podem-Guanyem el Canvi (ECP)                                 | X | X | X | X | Noelia Bail (Barcelone)               | 4 sièges          |
|           | Convergents (CNV)                                                    | X | X |   | X | Remedios Gomez (Barcelone)            | /                 |
|           | Recortes Cero-Grupo Verde                                            | X | X | X | X | Antonina Rodrigo García (Barcelone)   | /                 |
|           | Vox                                                                  | X | X | X | X | Juan Carlos Segura (Barcelone)        | /                 |
|           | Per un Món més Just (PUM+J)                                          |   | X | X | X |                                       | /                 |

## Résultats
Lors des élections générales espagnoles d'avril 2019, l'ERC (gauche républicaine) réalise son meilleur score en Catalogne depuis le retour de la démocratie, devenant la première force politique avec quinze sièges. Suit ensuite le PSC (socialistes) avec douze députés.
| Parti                  | Parti                                                    | Voix      | %     | +/-  | Sièges | +/-           |  |
| ---------------------- | -------------------------------------------------------- | --------- | ----- | ---- | ------ | ------------- |  |
|                        | Gauche républicaine de Catalogne-Sobiranistes (ERC-Sob.) | 1 020 392 | 24,61 | 6,43 | 15     | 6             |  |
|                        | Parti des socialistes de Catalogne (PSC-PSOE)            | 962 257   | 23,21 | 7,11 | 12     | 5             |  |
|                        | En Comú Podem (ECP-GeC-UP)                               | 615 665   | 14,85 | 9,68 | 7      | 5             |  |
|                        | Ensemble pour la Catalogne (JxCat-Junts)                 | 500 787   | 12,08 | 1,82 | 7      | 1             |  |
|                        | Ciudadanos (Cs)                                          | 479 374   | 11,56 | 0,62 | 5      | en stagnation |  |
|                        | Parti populaire (PP)                                     | 200 841   | 4,84  | 8,52 | 1      | 5             |  |
|                        | Vox                                                      | 148 844   | 3,59  | 3,58 | 1      | 1             |  |
|                        | Front Républicain (FR)                                   | 113 807   | 2,74  | Nv.  | 0      | en stagnation |  |
|                        | Parti animaliste contre la maltraitance animale (PACMA)  | 63 895    | 1,54  | 0,18 | 0      | en stagnation |  |
|                        | Recortes Cero-Grupo Verde (RC-GV)                        | 6 944     | 0,17  | 0,11 | 0      | en stagnation |  |
|                        | Parti communiste du peuple catalan (PCPC)                | 3 373     | 0,08  | 0,05 | 0      | en stagnation |  |
|                        | Autres partis                                            | 8 102     | 0,20  | -    | 0      | -             |  |
|                        | Vote blanc                                               | 22 282    | 0,54  | 0,29 |        |               |  |
|                        |                                                          |           |       |      |        |               |  |
| Suffrages exprimés     | Suffrages exprimés                                       | 4 146 563 | 99,51 |      |        |               |  |
| Votes nuls             | Votes nuls                                               | 20 609    | 0,49  |      |        |               |  |
| Total                  | Total                                                    | 4 167 172 | 100   | -    | 48     | 1             |  |
| Abstention             | Abstention                                               | 1 420 973 | 25,43 |      |        |               |  |
| Inscrits/Participation | Inscrits/Participation                                   | 5 588 145 | 74,57 |      |        |               |  |

### Résultats par provinces

#### Barcelone
| Parti                  | Parti                                                    | Voix      | %     | +/-  | Sièges | +/-           |  |
| ---------------------- | -------------------------------------------------------- | --------- | ----- | ---- | ------ | ------------- |  |
|                        | Parti des socialistes de Catalogne (PSC-PSOE)            | 769 548   | 24,66 | 7,84 | 9      | 4             |  |
|                        | Gauche républicaine de Catalogne-Sobiranistes (ERC-Sob.) | 716 714   | 22,97 | 6,40 | 8      | 3             |  |
|                        | En Comú Podem (ECP-GeC-UP)                               | 509 016   | 16,31 | 9,95 | 6      | 3             |  |
|                        | Ciudadanos (Cs)                                          | 373 820   | 11,98 | 0,44 | 4      | en stagnation |  |
|                        | Ensemble pour la Catalogne (JxCat-Junts)                 | 316 904   | 10,16 | 2,09 | 3      | 1             |  |
|                        | Parti populaire (PP)                                     | 155 935   | 5,00  | 8,53 | 1      | 3             |  |
|                        | Vox                                                      | 112 019   | 3,59  | Nv.  | 1      | 1             |  |
|                        | Front Republicain (FR)                                   | 84 945    | 2,72  | Nv.  | 0      | en stagnation |  |
|                        | Parti animaliste contre la maltraitance animale (PACMA)  | 50 505    | 1,62  | 0,18 | 0      | en stagnation |  |
|                        | Recortes Cero-Grupo Verde (RC-GV)                        | 5 845     | 0,19  | 0,11 | 0      | en stagnation |  |
|                        | Parti communiste du peuple catalan (PCPC)                | 2 555     | 0,08  | 0,04 | 0      | en stagnation |  |
|                        | Autres partis                                            | 5 888     | 0,19  | -    | 0      | -             |  |
|                        | Vote blanc                                               | 16 747    | 0,54  | 0,26 |        |               |  |
|                        |                                                          |           |       |      |        |               |  |
| Suffrages exprimés     | Suffrages exprimés                                       | 3 120 441 | 99,54 |      |        |               |  |
| Votes nuls             | Votes nuls                                               | 14 440    | 0,46  |      |        |               |  |
| Total                  | Total                                                    | 3 134 881 | 100   | -    | 32     | 1             |  |
| Abstention             | Abstention                                               | 1 044 046 | 24,98 |      |        |               |  |
| Inscrits/Participation | Inscrits/Participation                                   | 4 178 927 | 75,02 |      |        |               |  |

#### Gérone
| Parti                  | Parti                                                    | Voix    | %     | +/-  | Sièges | +/-           |  |
| ---------------------- | -------------------------------------------------------- | ------- | ----- | ---- | ------ | ------------- |  |
|                        | Gauche républicaine de Catalogne-Sobiranistes (ERC-Sob.) | 114 031 | 29,83 | 3,58 | 3      | 1             |  |
|                        | Ensemble pour la Catalogne (JxCat-Junts)                 | 85 863  | 22,46 | 0,75 | 2      | en stagnation |  |
|                        | Parti des socialistes de Catalogne (PSC-PSOE)            | 65 422  | 17,11 | 4,59 | 1      | en stagnation |  |
|                        | En Comú Podem (ECP-GeC-UP)                               | 36 947  | 9,67  | 7,64 | 0      | 1             |  |
|                        | Ciudadanos (Cs)                                          | 34 009  | 8,90  | 1,19 | 0      | en stagnation |  |
|                        | Front Republicain (FR)                                   | 14 434  | 3,78  | Nv.  | 0      | en stagnation |  |
|                        | Parti populaire (PP)                                     | 12 377  | 3,24  | 6,84 | 0      | en stagnation |  |
|                        | Vox                                                      | 10 715  | 2,80  | Nv.  | 0      | en stagnation |  |
|                        | Parti animaliste contre la maltraitance animale (PACMA)  | 5 112   | 1,34  | 0,16 | 0      | en stagnation |  |
|                        | Convergents (CNV)                                        | 485     | 0,13  | Nv.  | 0      | en stagnation |  |
|                        | Recortes Cero-Grupo Verde (RC-GV)                        | 433     | 0,11  | 0,08 | 0      | en stagnation |  |
|                        | Autres partis                                            | 593     | 0,16  | -    | 0      | -             |  |
|                        | Vote blanc                                               | 1 854   | 0,48  | 0,38 |        |               |  |
|                        |                                                          |         |       |      |        |               |  |
| Suffrages exprimés     | Suffrages exprimés                                       | 382 275 | 99,43 |      |        |               |  |
| Votes nuls             | Votes nuls                                               | 2 198   | 0,57  |      |        |               |  |
| Total                  | Total                                                    | 384 473 | 100   | -    | 6      | en stagnation |  |
| Abstention             | Abstention                                               | 138 387 | 26,47 |      |        |               |  |
| Inscrits/Participation | Inscrits/Participation                                   | 522 860 | 73,53 |      |        |               |  |

#### Lérida
| Parti                  | Parti                                                    | Voix    | %     | +/-  | Sièges | +/-           |  |
| ---------------------- | -------------------------------------------------------- | ------- | ----- | ---- | ------ | ------------- |  |
|                        | Gauche républicaine de Catalogne-Sobiranistes (ERC-Sob.) | 75 760  | 33,57 | 8,44 | 2      | 1             |  |
|                        | Ensemble pour la Catalogne (JxCat-Junts)                 | 46 781  | 20,73 | 1,89 | 1      | en stagnation |  |
|                        | Parti des socialistes de Catalogne (PSC-PSOE)            | 37 637  | 16,68 | 4,24 | 1      | 1             |  |
|                        | Ciudadanos (Cs)                                          | 19 150  | 8,49  | 1,54 | 0      | en stagnation |  |
|                        | En Comú Podem (ECP-GeC-UP)                               | 18 723  | 8,30  | 8,36 | 0      | 1             |  |
|                        | Parti populaire (PP)                                     | 11 153  | 4,94  | 8,59 | 0      | 1             |  |
|                        | Front Republicain (FR)                                   | 6 194   | 2,74  | Nv.  | 0      | en stagnation |  |
|                        | Vox                                                      | 6 005   | 2,66  | 2,55 | 0      | en stagnation |  |
|                        | Parti animaliste contre la maltraitance animale (PACMA)  | 2 089   | 0,93  | 0,14 | 0      | en stagnation |  |
|                        | Parti communiste du peuple catalan (PCPC)                | 205     | 0,09  | 0,06 | 0      | en stagnation |  |
|                        | Recortes Cero-Grupo Verde (RC-GV)                        | 204     | 0,09  | 0,07 | 0      | en stagnation |  |
|                        | Autres partis                                            | 275     | 0,12  | -    | 0      | -             |  |
|                        | Vote blanc                                               | 1 479   | 0,66  | 0,53 |        |               |  |
|                        |                                                          |         |       |      |        |               |  |
| Suffrages exprimés     | Suffrages exprimés                                       | 225 655 | 99,39 |      |        |               |  |
| Votes nuls             | Votes nuls                                               | 1 391   | 0,61  |      |        |               |  |
| Total                  | Total                                                    | 227 046 | 100   | -    | 4      | en stagnation |  |
| Abstention             | Abstention                                               | 87 512  | 27,82 |      |        |               |  |
| Inscrits/Participation | Inscrits/Participation                                   | 314 558 | 72,18 |      |        |               |  |

#### Tarragone
| Parti                  | Parti                                                    | Voix    | %     | +/-  | Sièges | +/-           |  |
| ---------------------- | -------------------------------------------------------- | ------- | ----- | ---- | ------ | ------------- |  |
|                        | Gauche républicaine de Catalogne-Sobiranistes (ERC-Sob.) | 113 887 | 27,23 | 7,57 | 2      | 1             |  |
|                        | Parti des socialistes de Catalogne (PSC-PSOE)            | 89 650  | 21,44 | 5,78 | 1      | en stagnation |  |
|                        | Ciudadanos (Cs)                                          | 52 395  | 12,53 | 1,19 | 1      | en stagnation |  |
|                        | Ensemble pour la Catalogne (JxCat-Junts)                 | 51 239  | 12,25 | 1,45 | 1      | en stagnation |  |
|                        | En Comú Podem (ECP-GeC-UP)                               | 50 979  | 12,19 | 9,67 | 1      | en stagnation |  |
|                        | Parti populaire (PP)                                     | 21 376  | 5,11  | 9,76 | 0      | 1             |  |
|                        | Vox                                                      | 20 105  | 4,81  | Nv.  | 0      | en stagnation |  |
|                        | Front Republicain (FR)                                   | 8 234   | 1,97  | Nv.  | 0      | en stagnation |  |
|                        | Parti animaliste contre la maltraitance animale (PACMA)  | 6 189   | 1,48  | 0,17 | 0      | en stagnation |  |
|                        | Parti communiste des travailleurs espagnols (PCTE)       | 471     | 0,11  | Nv.  | 0      | en stagnation |  |
|                        | Recortes Cero-Grupo Verde (RC-GV)                        | 462     | 0,11  | 0,14 | 0      | en stagnation |  |
|                        | Pour un monde + juste (PUM+J)                            | 280     | 0,06  | Nv.  | 0      | en stagnation |  |
|                        | Autres partis                                            | 723     | 0,17  | -    | 0      | -             |  |
|                        | Vote blanc                                               | 2 202   | 0,53  | 0,36 |        |               |  |
|                        |                                                          |         |       |      |        |               |  |
| Suffrages exprimés     | Suffrages exprimés                                       | 418 192 | 99,39 |      |        |               |  |
| Votes nuls             | Votes nuls                                               | 2 580   | 0,61  |      |        |               |  |
| Total                  | Total                                                    | 420 772 | 100   | -    | 6      | en stagnation |  |
| Abstention             | Abstention                                               | 151 028 | 26,41 |      |        |               |  |
| Inscrits/Participation | Inscrits/Participation                                   | 571 800 | 73,59 |      |        |               |  |

### Députés élus
| Circonscription | Sièges | Liste    | Liste | Députés                         | Parti        | Parti |
| --------------- | ------ | -------- | ----- | ------------------------------- | ------------ | ----- |
| Barcelone       | 32     | PSC      |       | Meritxell Batet                 | PSC          |       |
| Barcelone       | 32     | ERC-Sob. |       | Oriol Junqueras                 | ERC          |       |
| Barcelone       | 32     | ECP      |       | Jaume Asens                     | ECP          |       |
| Barcelone       | 32     | PSC      |       | Francisco Polo                  | PSC          |       |
| Barcelone       | 32     | Cs       |       | Inés Arrimadas                  | Cs           |       |
| Barcelone       | 32     | ERC-Sob. |       | Gabriel Rufián                  | ERC          |       |
| Barcelone       | 32     | Junts    |       | Jordi Sànchez                   | JxCat        |       |
| Barcelone       | 32     | PSC      |       | Mercè Perea                     | PSC          |       |
| Barcelone       | 32     | ECP      |       | Aina Vidal                      | ICV          |       |
| Barcelone       | 32     | ERC-Sob. |       | Carolina Telechea (ca)          | ERC          |       |
| Barcelone       | 32     | PSC      |       | José Zaragoza                   | PSC          |       |
| Barcelone       | 32     | Cs       |       | Antonio Roldán                  | Cs           |       |
| Barcelone       | 32     | ERC-Sob. |       | Joan Josep Nuet (ca)            | Sobiranistes |       |
| Barcelone       | 32     | ECP      |       | María del Mar García            | ECP          |       |
| Barcelone       | 32     | Junts    |       | Laura Borràs                    | JxCat        |       |
| Barcelone       | 32     | PP       |       | Cayetana Álvarez de Toledo      | PP           |       |
| Barcelone       | 32     | PSC      |       | Lídia Guinart                   | PSC          |       |
| Barcelone       | 32     | ERC-Sob. |       | Maria Carvalho Dantas (ca)      | ERC          |       |
| Barcelone       | 32     | PSC      |       | Francisco Aranda                | PSC          |       |
| Barcelone       | 32     | ECP      |       | Gerardo Pisarello Prados        | BEC          |       |
| Barcelone       | 32     | Cs       |       | Fernando Tomás de Páramo (ca)   | Cs           |       |
| Barcelone       | 32     | ERC-Sob. |       | Gerard Gómez del Moral (ca)     | ERC          |       |
| Barcelone       | 32     | Vox      |       | Ignacio Garriga                 | Vox          |       |
| Barcelone       | 32     | PSC      |       | Carmen Andrés                   | PSC          |       |
| Barcelone       | 32     | Junts    |       | Míriam Nogueras                 | JxCat        |       |
| Barcelone       | 32     | ERC-Sob. |       | Marta Rosique (ca)              | ERC          |       |
| Barcelone       | 32     | ECP      |       | Joan Mena                       | ECP          |       |
| Barcelone       | 32     | PSC      |       | Arnau Ramírez                   | PSC          |       |
| Barcelone       | 32     | Cs       |       | José María Espejo-Saavedra (ca) | Cs           |       |
| Barcelone       | 32     | ERC-Sob. |       | Joan Capdevila                  | ERC          |       |
| Barcelone       | 32     | PSC      |       | Sònia Guerra                    | PSC          |       |
| Barcelone       | 32     | ECP      |       | Maria Freixanet                 | ECP          |       |
| Gérone          | 6      | ERC-Sob. |       | Montserrat Bassa                | ERC          |       |
| Gérone          | 6      | Junts    |       | Jaume Alonso-Cuevillas          | JxCat        |       |
| Gérone          | 6      | PSC      |       | Marc Lamuà                      | PSC          |       |
| Gérone          | 6      | ERC-Sob. |       | Joan Margall (ca)               | ERC          |       |
| Gérone          | 6      | Junts    |       | Sergi Miquel                    | JxCat        |       |
| Gérone          | 6      | ERC-Sob. |       | Laia Cañigueral                 | ERC          |       |
| Lleida          | 4      | ERC-Sob. |       | Xavier Eritja                   | ERC          |       |
| Lleida          | 4      | Junts    |       | Jordi Turull                    | JxCat        |       |
| Lleida          | 4      | ERC-Sob. |       | Inés Granoller (ca)             | ERC          |       |
| Lleida          | 4      | PSC      |       | Montserrat Mínguez              | PSC          |       |
| Tarragone       | 6      | ERC-Sob. |       | Jordi Salvador                  | ERC          |       |
| Tarragone       | 6      | PSC      |       | Joan Ruiz                       | PSC          |       |
| Tarragone       | 6      | ERC-Sob. |       | Norma Pujol (ca)                | ERC          |       |
| Tarragone       | 6      | Cs       |       | Sergio del Campo                | Cs           |       |
| Tarragone       | 6      | Junts    |       | Josep Rull                      | JxCat        |       |
| Tarragone       | 6      | ECP      |       | Ismael Cortés                   | ECP          |       |

### Sénateurs élus
| Circonscription | Sièges | Liste    | Liste | Résultats | Résultats           | Sièges | Députés                | Parti | Parti |
| --------------- | ------ | -------- | ----- | --------- | ------------------- | ------ | ---------------------- | ----- | ----- |
| Barcelone       | 4      | ERC-Sob. |       |           | 30,88 %             | 1      | Raül Romeva            | ERC   |       |
| Barcelone       | 4      | PSC      |       |           | 24,32 %             | 2      | Manuel Cruz            | PSC   |       |
| Barcelone       | 4      | PSC      |       | 22,87 %   | Èlia Tortolero (ca) | 2      |                        | PSC   |       |
| Barcelone       | 4      | ERC-Sob. |       |           | 22,51 %             | 1      | Ana Maria Surra        | ERC   |       |
| Gérone          | 4      | ERC-Sob. |       |           | 35,52 %             | 2      | Jordi Martí            | ERC   |       |
| Gérone          | 4      | ERC-Sob. |       | 30,35 %   | Elisenda Pérez      | 2      |                        | ERC   |       |
| Gérone          | 4      | Junts    |       |           | 28,35 %             | 1      | Josep Maria Matamala   | JxCat |       |
| Gérone          | 4      | ERC-Sob. |       |           | 26,37 %             | 1      | Josep Quintana (ca)    | ERC   |       |
| Lleida          | 4      | ERC-Sob. |       |           | 39,16 %             | 3      | Sara Bailac (ca)       | ERC   |       |
| Lleida          | 4      | ERC-Sob. |       | 34,05 %   | Miquel Caminal (ca) | 3      |                        | ERC   |       |
| Lleida          | 4      | ERC-Sob. |       | 31,27 %   | Xavier Castellana   | 3      |                        | ERC   |       |
| Lleida          | 4      | Junts    |       |           | 24,35 %             | 1      | Maria Teresa Rivero    | JxCat |       |
| Tarragone       | 4      | ERC-Sob. |       |           | 31,82 %             | 3      | Miquel Aubà            | ERC   |       |
| Tarragone       | 4      | ERC-Sob. |       | 28,81 %   | Laura Castel        | 3      |                        | ERC   |       |
| Tarragone       | 4      | ERC-Sob. |       | 26,21 %   | Josep Rufà          | 3      |                        | ERC   |       |
| Tarragone       | 4      | PSC      |       |           | 20,90 %             | 1      | Santiago José Castellà | PSC   |       |